# Предвестники бури
«Предвестники бури» (англ. Thunderbirds) — научно-фантастический художественный фильм в жанре приключенческого боевика, поставленный режиссёром Джонатаном Фрейксом по мотивам британского анимационного сериала Джерри Андерсона «Тандербёрды: Международные спасатели» 1965 года. В главный ролях снялись Билл Пэкстон, Брэди Корбет, Бен Кингсли, София Майлс.
Мировая премьера фильма состоялась 14 июля 2004 года в Амстердаме. Фильм получил рейтинг MPAA PG.

## Сюжет
Юный Алан Трэйси растет в семье космических героев. Мальчик стремится пойти по стопам своего отца Джеффа Трэйси и старших братьев и вступить в секретную Международную спасательную организацию «Предвестники бури». Алан хочет управлять одной из машин «Предвестников», предназначенной для спасения жизней невинных людей. Прилетев в секретную штаб-квартиру Международной спасательной организации, находящуюся на острове Трэйси в Тихом океане, Алан и его друзья — Фермат и Тинтин — сумели остаться незамеченными. Джефф Трэйси и его старшие сыновья оказались в ловушке Худа, который взял в плен «Предвестников» и завладел секретным островом Трэйси.

## В ролях
| Актер               | Персонаж          |
| ------------------- | ----------------- |
| Билл Пэкстон        | Джефф Трэйси      |
| Брэди Корбет        | Алан Трэйси       |
| Бен Кингсли         | Худ               |
| Эдвардс Энтони      | Брэйнс Хэкенбэкер |
| София Майлс         | леди Пенелопа     |
| Рон Кук             | Паркер            |
| Джени Фрэнсис       | Лиза Лоуи         |
| Сорен Фултон        | Фермат Хекэнбэкэр |
| Ванесса Энн Хадженс | Тинтин            |
| Филип Уинчестер     | Скотт Трэйси      |
| Лекс Шрэпнел        | Джон Трэйси       |
| Доминик Коленсо     | Вёрджил Трэйси    |
| Бен Торгерсен       | Гордон Трэйси     |
| Дебора Уэстон       | учительница       |

## Прокат
На экраны Канады, Польши и США фильм вышел 30 июля 2004 года, Новой Зеландии, Таиланда и Чехии — 16 сентября 2004 года, России — 7 октября 2004 года, Бахрейна — 10 ноября 2004 года.